# Letteratura latinoamericana
La letteratura latinoamericana è la letteratura scritta in lingua spagnola e portoghese, ma anche francese, da autori di paesi considerati parte dell'America Latina. Nella letteratura latinoamericana non sono comprese le opere caraibiche scritte in inglese, olandese, creolo o altre lingue.

## Letteratura precolombiana
Le culture precolombiane erano basate primariamente sull'oralità anche se gli Aztechi e i Maya avevano sviluppato codici di scrittura elaborati. I racconti orali dei miti e delle religioni furono spesso trascritti dopo l'arrivo dei colonizzatori europei, come nel caso più noto del Popol Vuh. Una tradizione di narrativa orale è sopravvissuta fino a oggi, per esempio tra la popolazione Quechua del Perù e tra i Quiché del Guatemala.

## Letteratura iberoamericana e ispanoamericana
La letteratura latinoamericana ricomprendebe la letteratura iberoamericana e la letteratura ispanoamericana, con la prima che comprenderebbe tutte le opere scritte nelle lingue della penisola iberica: spagnolo e portoghese, anche se oggi sempre più il termine iberoamericano è sinonimo di latinoamericano. La letteratura ispanoamericana è la categoria che comprende solo le opere scritte in lingua spagnola. Pertanto la letteratura ispanoamericana è una parte della letteratura iberoamericana o latinoamericana.
La letteratura ispano-americana raggiunse una particolare notorietà a partire dalla seconda metà del XX secolo, grazie al successo internazionale di uno stile battezzato «realismo magico», il cui più famoso esponente era Gabriel García Márquez, ma essa ha comunque una storia lunga e complessa.

### Letteratura coloniale
Dal momento della «scoperta» del continente da parte degli europei, i primi esploratori e i conquistadores produssero cronache e racconti scritti delle loro esperienze. Un esempio sono le lettere di Cristoforo Colombo o la descrizione della conquista del Messico di Bernal Díaz del Castillo. A volte queste opere erano in relazione con gli aspri dibattiti sulla condizione degli indigeni e sui problemi etici della colonizzazione, come nell'opera di Bartolomé de las Casas, Brevísima relación de la destrucción de las Indias.
Durante il periodo coloniale, la cultura era spesso nelle mani della Chiesa. All'interno di questo contesto si sviluppa l'opera poetica e filosofica di Suor Juana Inés de la Cruz. Fra la fine del XVIII secolo e l'inizio del XIX, emerse un'autonoma tradizione di scrittura criolla legata al movimento di lotta per l'indipendenza. Per esempio il primo romanzo di José Joaquín Fernández de Lizardi, El Periquillo Sarniento del 1816. Gli stessi libertadores spesso si cimentarono nella scrittura, come fecero Simón Bolivar e Andrés Bello.

### Letteratura del XIX secolo
La letteratura del XIX secolo fu, per l'America Latina, un periodo di costruzione di fondamenta letterarie. Furono scritti romanzi che cercavano di seguire la linea della tradizione Romantica o Naturalista europea, ma che al tempo stesso volevano rafforzare e stabilire una precisa identità nazionale. Spesso il dibattito letterario si concentrava sul problema dei rapporti fra civiltà e natura (o barbarie), come negli esempi di Facundo (1845) dell'argentino Domingo Sarmiento o di María, del colombiano Jorge Isaac. Altre opere consimili sono Cumandá (1879), dell'ecuadoriano Juan León Mera. Queste opere costituiscono le fondamenta dei canoni nazionali dei diversi paesi latinoamericani e di solito sono oggetto obbligatorio di studio nei vari programmi scolastici. Nella letteratura del XIX secolo spicca il poema epico Martín Fierro (1872) dell'argentino José Hernandez. È la storia di un povero gaucho che viene arruolato per combattere una guerra di frontiera contro gli indios.

### Modernismo
Nella letteratura in lingua spagnola, il termine modernismo si riferisce ad un movimento letterario che si è sviluppato tra gli anni 1880-1920, soprattutto nel campo della poesia, che è stato caratterizzato da una ambigua ribellione creativa, una raffinatezza narcisistica e aristocratica, culturalismo cosmopolita e un profondo rinnovamento estetico della lingua e della metrica. È noto come modernismo la forma ispanica della crisi universale delle lettere e dello spirito, che si manifesta in arte, scienza, religione e politica. In un certo senso il suo eco si percepisce nei movimenti e correnti successive. Alla base del modernismo c'è un profondo disaccordo con la civiltà borghese. In un certo senso, si tratta di una corrente ereditiera del post romanticismo del secolo XIX, che dà una sorta di uscita, e in altre arti questa estetica si riflette nelle forme di art nouveau (in Belgio e Francia), Modern Style (in Inghilterra) , Sezession (in Austria), Jugendstil (in Germania e paesi nordici), Liberty (Stati Uniti), Floreale (in Italia), e il modernismo artistico (in Spagna e America Latina). Tradizionalmente, si è associato il suo inizio alla pubblicazione, nel 1888, di "Azul" di Ruben Dario, a causa dell'impatto innegabile del libro nella letteratura dell'America Latina. Il termine modernismo designava una certa corrente eterodossa di rinnovamento religioso, e fu applicata nel campo delle arti a tendenze sorte negli ultimi venti anni del diciannovesimo secolo. Le sue caratteristiche più comuni sono stati un marcato anticonformismo e un notevole sforzo di rinnovamento. Originariamente il soprannome "modernista" è stato utilizzato con un tono sprezzante. Nel 1890, Ruben Dario e gli altri assumono tale designazione con orgoglio insolente; da allora in poi il termine modernismo perse il suo valore peggiorativo.
La tematica modernista rivela, da un lato, un desiderio per la ricreazione dell'armonia di fronte a un mondo disarmonico, e quindi un desiderio di pienezza e perfezione; e, dall'altro, una ricerca di radici nella crisi che ha prodotto un senso di sradicamento nel scrittore, che si presenta come una guida in grado di mostrare all'uomo comune i valori veri. I temi sono vari, ma questi sono alcuni dei più ricorrenti: Il dispiacere tipico del Romanticismo: la noia della vita e una profonda tristezza, di malinconia e di angoscia. Ricerca di solitudine e di rifiuto di una società. Evasione dalla realtà, l'evasione della realtà del tempo e dello spazio. Amore ed erotismo, con una certa idealizzazione dell'amore e delle donne. Il tema del amore impossibile è presentato con differenze rispetto al ideale romantico. C'è un contrasto tra l'amore profondo e delicato e l'erotismo intenso. Il cosmopolitismo mostra il desiderio di distinto e aristocratico. I modernisti hanno mostrato grande devozione per Parigi.I temi americani, in particolare questioni indigene, spesso con una difesa dell'indigeno. Il prezioso contesto storico ispanico che dà armonia contro il mondo disarmonico. Utilizza un linguaggio colto.

## Il boom delle letterature latinoamericane
Dopo la seconda guerra mondiale l'America Latina si avvantaggiò di un periodo di prosperità economica. Il boom economico coincise anche con un boom letterario. Dal 1960 al 1967 furono pubblicate opere fondamentali che caratterizzarono questo periodo. Molti di questi romanzi si ponevano in antagonismo con la tradizione culturale dell'America Latina. Gli autori oltrepassarono i normali confini fra i generi, compirono esperimenti con la lingua, spesso mescolarono diversi stili di scrittura. Anche la struttura formale delle opere letterarie venne trasformata sotto l'influenza di scrittori nord americani e europei come William Faulkner, James Joyce e Virginia Woolf. I romanzi del boom erano spesso narrativamente non-lineari, trascuravano le regole convenzionali di scrittura, usavano tecniche come il monologo interiore. Gli autori di questo periodo traevano anche ispirazione reciproca dalle loro opere. Il boom lanciò definitivamente la letteratura latinoamericana sul piano mondiale. Il romanzo sperimentale dell'argentino Julio Cortázar, Rayuela (Il gioco del mondo, 1963) fu immediatamente pubblicato in Spagna e poi tradotto in inglese. Fra il 1966 e il 1968 Emir Rodríguez Monegal pubblicò la rivista letteraria Mundo Nuevo, un mensile che ebbe un ruolo chiave nel lanciare la narrativa di giovani scrittori come Guillermo Cabrera Infante o Severo Sarduy. Due capitoli di Cien años de soledad (Cent'anni di solitudine), capolavoro di García Márquez, vennero anticipati proprio su Mundo Nuevo. Nel 1967, Cent'anni di solitudine fu pubblicato integralmente e col suo successo segnò l'affermazione a livello mondiale dello stile noto come «realismo magico». L'apice del boom letterario in America Latina è di solito identificato col monumentale romanzo Yo, el supremo (1974) di Augusto Roa Bastos. Altri importanti narratori del periodo sono il già citato scrittore cubano Cabrera Infante e il cileno José Donoso. 
Anche se il boom della letteratura latinoamericana coincide con un periodo di forte espansione economica e con un generale miglioramento delle condizioni sociali, gli autori di questo periodo tendevano ad essere pessimisti riguardo alle possibilità di modernizzazione della società latinoamericana. Le loro opere si concentravano spesso sui problemi e le ingiustizie che le diverse popolazioni dovevano sopportare nei loro paesi. 
I disordini politici diffusi in tutta l'America Latina avevano una profonda influenza sugli autori del boom. Alcune opere avevano profeticamente previsto la conclusione di quel periodo di prosperità e il risorgere di tutti i vecchi problemi caratteristici, l'autoritarismo, la dittatura, il disprezzo dei diritti umani, la povertà.

## Dopo il Boom
La letteratura post-Boom è caratterizzata spesso dalla tendenza all'uso dell'ironia e dal ricorso ai generi della letteratura popolare, come nel caso dello scrittore argentino Manuel Puig o dell'ispano-messicano Paco Ignacio Taibo II. Alcuni scrittori avevano avvertito il boom letterario come un peso e denunciato aspramente la limitatezza del concetto di «realismo magico» per descrivere una letteratura così complessa. Il cileno Alberto Fuguet ha messo in caricatura il «macondismo» che richiede agli scrittori latinoamericani di ambientare le loro storie in qualche torrida giungla tropicale nella quale realtà e fantasia coesistono. Giannina Braschi è una scrittrice e poetessa portoricana.  È autrice di cinque raccolte di poesie, del poema in prosa Empire of Dreams (1994), Yo-Yo Boing! (1998) e di United States of Banana (2011), un romanzo sperimentale scritto in spanglish. Nonostante ciò molti scrittori hanno ancora successo sull'onda dello sfruttamento del «realismo magico», per esempio Laura Esquivel che ha scritto il pastiche Como agua para chocolate, ma anche i best seller di Paulo Coelho e Isabel Allende possono essere visti nella stessa prospettiva.

## Lista delle letterature latinoamericane
In portoghese
- Letteratura brasiliana

In francese
- Letteratura della Guyana Francese
- Letteratura delle Guadalupe
- Letteratura di Haiti
- Letteratura della Martinica

In spagnolo
- Letteratura argentina
- Letteratura boliviana
- Letteratura cilena
- Letteratura colombiana
- Letteratura costaricana
- Letteratura cubana
- Letteratura dominicana
- Letteratura ecuadoriana
- Letteratura guatemalteca
- Letteratura honduregna
- Letteratura messicana
- Letteratura panamense
- Letteratura paraguayana
- Letteratura peruviana
- Letteratura portoricana
- Letteratura salvadoregna
- Letteratura uruguayana
- Letteratura venezuelana